# Kościół Świętego Ducha w Kole
Kościół Świętego Ducha – kościół katolicki, który wraz ze szpitalem św. Ducha znajdował się w Kole. Kościół został rozebrany w 1846 roku.

## Historia
Nie jest znany czas powstania kościoła św. Ducha. Według nowożytnego historiografa zakonu bożogrobców Samuela Nakielskiego kościół pod wezwaniem Ducha Świętego założono w Kole około 1325 roku i należał on przez dłuższy czas do Zakonu Miechowskiego. Według niego kościół miał być zbudowany z kamienia i być bardzo prymitywny.
Istnienie kościoła poświadczone jest w 1419 roku, kiedy to arcybiskup Mikołaj Trąba przekazał mu dziesięciny ze wsi Stare Koło. Akta wizytacji z 1792 roku podają, że kościół św. Ducha erygowano 20 czerwca 1419 roku na podstawie aktów erekcyjnych wydanych przez arcybiskupów Mikołaja Trąbę i Mikołaja Kurowskiego. Na kościele miała być także wyryta data 1419 jako data fundacji kościoła. 
Kościół wraz z przyległym szpitalem leżał przy głównym szlaku komunikacyjnym idącym przez miasto. Znajdował się na przedmieściach od strony północnej, na dawnej ulicy Starowarszawskiej, w pobliżu mostu „wielkiego” i Bramy Toruńskiej. Kościół i szpital położone były bezpośrednio nad Wartą. Najprawdopodobniej znajdowały się na dzisiejszym terenie dawnej fabryki ZREMB, gdzie widać go na mapie Koła z końca XVIII wieku. Kościoła nie można zidentyfikować na najstarszym widoku Koła z XVII wieku z kroniki Samuela von Pufendorfa, możliwe jednak, że widać na nim jedynie jego wieżę.
18 grudnia 1441 roku arcybiskup Wincenty Kot mianował na stanowisko rektora kolskiej kaplicy bożogrobca Mikołaja. Według dokumentu była to najprawdopodobniej niewielka, jednonawowa świątynia. W 1461 roku zakon bożogrobców toczył spór z burmistrzem i rajcami miejskimi o prawo patronatu nad szpitalem św. Ducha, a sprawa ta trafiła aż do Roty Rzymskiej. Według liber beneficiorum Jana Łaskiego kościół znajdował się później pod patronatem rady miejskiej, należy więc przypuszczać, że wyrok sądu okazał się dla zakonu bożogrobców niepomyślny.
Według liber beneficiorum, w 1521 roku kaplica posiadała jeden grunt na dom proboszcza z przylegającym sadem, jeden grunt na szpital, jeden ogród, kościół i łąkę na przedmieściu Zduny oraz dziesięcinę snopową ze wsi Nagórna. W 1575 roku miasto ofiarowało szpitalowi ogród. W 1608 roku kościół posiadał jedną włócę pola (ok. 17,9 ha). Według wizytacji z 1759 roku własnością kościoła był „folwark za mostami”, położony najprawdopodobniej na przedmieściu Zduny, ponadto posiadał także trzy włóki gruntu w Nagórnej oraz dziesięcinę z tejże wsi. W tym samym roku miał ulec zniszczeniu podczas pożaru miasta, na jego odbudowę mieszczanie kolscy wyłożyli 500 złotych. Po odbudowie kościół miał liczyć 27 łokci długości i 15 łokci szerokości, pokryty był gontem.
W 1775 roku kościół i szpital św. Ducha posiadał plac z budynkami i przyległymi ogrodami oraz trzy włóki gruntu i trzy łąki w Nagórnej. Pola należące do kościoła nie były obsiane z powodu braku inwentarza, a zakupione przez prepozyta na ten cel woły padły podczas zarazy w 1773 roku. W skład majątku kościoła wchodził także plac wraz z ogrodami na przedmieściu kolskim, na którym stał także dom ze stodołą. Według wizytacji z 1778 roku kościół posiadał także łąki we wsi Blizna. Źródłem dochodów dla kolskiego kościoła była też sprzedaż nieruchomości i pożyczki udzielane przez świeckich prowizorów kolskim mieszczanom. Była to najprawdopodobniej instytucja wzorowana na banku pobożnym.
Według wizytacji z 1608 roku przy kościele znajdował się także cmentarz, przeznaczony najprawdopodobniej na pochówki dla przebywających w szpitalu chorych i ubogich. Według tej samej wizytacji w kościele znajdowała się jedna relikwia w postaci głowy przypisanej jednej z 11 Tysięcy Dziewic, darowana przez cystersów z Lądu. Według wizytacji z XVIII wieku kościół stopniowo popadał w ruinę, a według wizytacji kanonicznej z 1775 roku drewniany kościół był całkowicie spustoszony, a jego ściany zniszczone zgnilizną. Prepozyt starał się przeznaczać cały dochód na naprawę budynków kościoła, przez co liczba pensjonariuszy szpitala spadła do jedynie dwóch, którzy nie mogli jednak utrzymywać się z uposażenia kościoła i żyli jedynie z jałmużny.
Podczas wojny z okresu V koalicji antyfrancuskiej kościół św. Ducha przeznaczono na skład magazynowy, mimo to ciągle odprawiano w nim msze. W 1812 roku wyremontowano przy kościele stajnię, kuchnię i izby w domu prepozyta. W 1815 wybudowano parkan wokół przyszpitalnego cmentarza. Od 1816 roku corocznie dokonywano remontów budynków gospodarczych i szpitala. W latach 1818, 1821 i 1823 wykonywano także remonty przy kościele, wybudowano m.in. nową wieżę kościelną. Starania te nie były jednak w stanie poprawić ogólnego stanu zabudowań kościelnych na poziomie wystarczającym do utrzymania placówki. Według lustracji z 1819 roku kościół był bardzo ubogi, a komisarze stwierdzili, że nie ma żadnych przeszkód do połączenia go z kolską farą. W pierwszej połowie XIX wieku część gruntów kościoła zajęto w celu wytyczenia nowej ulicy idącej wzdłuż Warty.
Kolejny przegląd miał miejsce 16 maja 1824 roku, a komisja stwierdziła wtedy, że budynki są w fatalnym stanie i na mocy postanowienia namiestnika Królestwa Polskiego z 27 maja 1817 roku muszą zostać rozebrane w celu uniknięcia zawalenia się. Do 1826 roku rozebrano szpital i zabudowania gospodarcze, a mieszkanie księdza i dom przy kościele zostały upaństwowione i następnie spieniężone. Budynek kościoła przetrwał do 1846 roku, kiedy to został rozebrany.

## Proboszczowie
Z powodów braków źródłowych nie można przedstawić pełnej listy proboszczów kościoła św. Ducha. Wiadomo, że w 1441 rektorem został Mikołaj, a pod koniec XV wieku proboszczem był Stanisław Czarnopawłowicz. W 1513 roku przełożonym był Jan, który funkcję sprawował także w 1521 i najprawdopodobniej jego osoba tożsama jest z Janem Kolendą, ówczesnym proboszczem kolskiej fary. W 1601 roku prepozytem został mianowany Gabriel z Dąbia, który jednocześnie pełnił także funkcję proboszcza kolskiego. W późniejszych latach prepozytami zostawali także głównie duchowni związani z kolską farą.
Prepozyci sprawowali zarząd nad kościołem i szpitalem wspólnie z dwoma prowizorami, którzy każdego roku wybierani byli przez władze miasta i co roku odpowiedzialni byli za czynienie przed burmistrzem i rajcami rachunków z wszystkich dochodów i wydatków.